# 혜성여자중학교
혜성여자중학교(彗星女子中學校)는 대한민국 경상남도 거창군 거창읍 상림리에 있는 사립 중학교이다.

## 학교 연혁
- 1964년 1월 24일 : 학교법인 혜성학원 인가
- 1964년 1월 25일 : 혜성여자중학교 개교
- 1964년 1월 25일 : 제1대 이영훈 이사장 취임
- 1964년 11월 17일 : 제1대 강동희 교장 취임
- 1978년 7월 8일 : 본관 신축
- 1981년 5월 8일 : 서쪽 교실 증축
- 2006년 7월 13일 : 영훈관, 급식실 준공
- 2009년 8월 24일 : 영어교과교실제 운영실시
- 2013년 3월 4일 : 선진형교과교실제 운영 실시
- 2019년 9월 23일 : 제3대 이형구 이사장 취임
- 2022년 3월 1일 : 제13대 정현종 교장 취임
- 2023년 1월 6일 : 제57회 졸업식(101명, 총계 11,290명)
- 2023년 3월 2일 : 2023년 신입생 78명 입학

## 참고 자료
- 혜성여자중학교 - 한국교육학술정보원 학교알리미